# Juan Ángel Rodríguez
Juan Ángel Rodríguez (Medina del Campo, 1687 - Manila, 24 de junio de 1742) fue un religioso trinitario calzado español, arzobispo de Manila, Filipinas, entre 1737 y 1742.

## Biografía

### Religioso trinitario
Juan Rodríguez nació en Medina del Campo en 1687. Ingresó a la Orden de la Santísima Trinidad y de los Cautivos, y luego de su formación universitaria en Teología, se desempeñó en como canónigo en varias catedrales en España, enseñó en las universidades de Salamanca y Alcalá de Henares. Más tarde fue nombrado confesor de Diego Morcillo Rubio de Auñón, arzobispo de Lima. Rodríguez era conocido por su sinceridad, piedad, humildad y atención.

### Arzobispo de Manila
Rodríguez llegó el 17 de abril de 1731 a Lima y fue poco después, el 17 de diciembre de 1731, nombrado arzobispo de Manila. Debido a que en ese momento el Galeón de Manila no se le permitió continuar durante varios años, se vio obligado a permanecer en Lima hasta el 2 de enero de 1736. El 17 de abril de 1736 Rodríguez partió desde Acapulco hasta Samar (Filipinas), a donde llegó el 30 de agosto del mismo año. Luego de un mes de viaje llegó el 4 de octubre a Cáceres (Filipinas), donde el 25 de noviembre de 1736 recibió la ordenación episcopal de manos del obispo Felipe de Molina. Finalmente el 26 de enero de 1737 llegó a Manila.

En su tiempo como arzobispo, Rodríguez introdujo el canto gregoriano, prohibió las procesiones nocturnas y reformó muchos días de fiesta. 